# Hermanas de la Caridad de San Vicente de Paúl de Untermarchtal
La Congregación de Hermanas de la Caridad de San Vicente de Paúl de Untermarchtal (oficialmente en latín: Congregatio Sororum Caritatis Untermarchtaliensis) es una sociedad de vida apostólica católica, femenina, y de derecho diocesano, fundada en 1858 a partir de la independencia del convento Schwäbisch Gmünd de las Hermanas de la Caridad de Estrasburgo. A las religiosas de este instituto se les conoce como Hermanas de la Caridad de Untermarchtal o simplemente como vicentinas de Untermarchtal. Sus miembros posponen a sus nombres las siglas S.C.

## Historia
La congregación tiene su origen en la fundación del hospital de Schwäbisch Gmünd (Alemania). En 1848, el consejo del hospital pidió a las Hermanas de la Caridad de Estrasburgo enviar un grupo de religiosas para que se dedicaran a la atención de pobres, enfermos y huérfanos. En 1852 llegaron las primeras hermanas y comenzaron con el ejercicio de las actividades sanitarias. Debido a que la Congregación de Estrasburgo pretendía cerrar las instalaciones de Schwäbisch Gmünd por inconvenientes con la directiva y el obispo diocesano. De ese modo, en 1858 la casa de Schwäbisch Gmünd se separó definitivamente de la casa madre en Estrasburgo, dando inicio a una nueva congregación. El instituto creció rápidamente y las instalaciones de Schwäbisch Gmünd se hicieron pequeñas, por lo que fundaron nuevas comunidades, entre las que sobresale Untermarchtal, debido a que allí, en 1871, se trasladó la casa general. El instituto fue aprobado como sociedad de vida apostólica.

## Organización
La Congregación de Hermanas de la Caridad de Untermarchtal es un sociedad de vida apostólica, de derecho diocesano y centralizado, cuyo gobierno es ejercido por una superiora general, es miembro de la Federación de Hermanas Vicencianas de Estrasburgo y de la Familia vicenciana y su sede central se encuentra en Untermarchtal (Alemania). Las vicentinas de Untermarchtal se dedican especialmente a la cura de los enfermos y a la atención de los ancianos y pobres. La congregación está presente en Alemania, Etiopía y Tanzania.